# Monastère de la Présentation de Marie au Temple (Solvytchegodsk)
Le monastère de la Présentation de Marie au Temple (en russe : Сольвычегодский Введенский монастырь), est un monastère orthodoxe, pour hommes, qui n'est plus en fonction. Il se trouve dans la petite ville de Solvytchegodsk, raïon de Kotalsski, Oblast d'Arkhangelsk en fédération de Russie. La Présentation de Marie au Temple est un récit provenant du Protévangile de Jacques (ch6-10), et une fête chrétienne célébrée le 21 novembre.

## Histoire
Le monastère a été fondé par Anika et ses fils les frères Jacob, Grigori et Simon Stroganov en 1565 sur les rives du petit lac Solenoe et de la rivière Solonikha (affluent de la Vytchegda). La même année, le monastère est entouré d'une clôture en bois, et une cathédrale en bois y est consacrée en 1570, dédiée à la Présentation de Marie au Temple.
Le développement du monastère est plus particulièrement lié au nom d'un des fils, Grigori Dmitrievitch Stroganov, richissime commerçant, industriel et mécène. Il a créé notamment plusieurs chorales, composées de paysans serfs, qui chantaient au monastère. En 1688 , la cathédrale en bois ayant brûlé, Grigori Dmitrievitch Stroganov en fait construire une nouvelle, en pierre. Elle est achevée en 1693, après huit années de travaux. Mais elle n'est consacrée qu'en 1712. C'est une des premières réalisations dans la style appelé « baroque Stroganov » (l'église de la Nativité de Nijni Novgorod est également une des premières). À l'intérieur, une iconostase de bois sculptée, à sept niveaux, est réalisée en 1693 dans un artel de Moscou dirigé par le maître Gregori Ivanov. Les icônes qui la composent sont réalisées par le peintre des Stroganov Stepane Narykov, qui avait été étudier à l'étranger et y avait acquis un style et une technique iconographique particulière.
À la fin du XVIIe siècle, le monastère est détruit par un incendie, mais est ensuite reconstruit. 

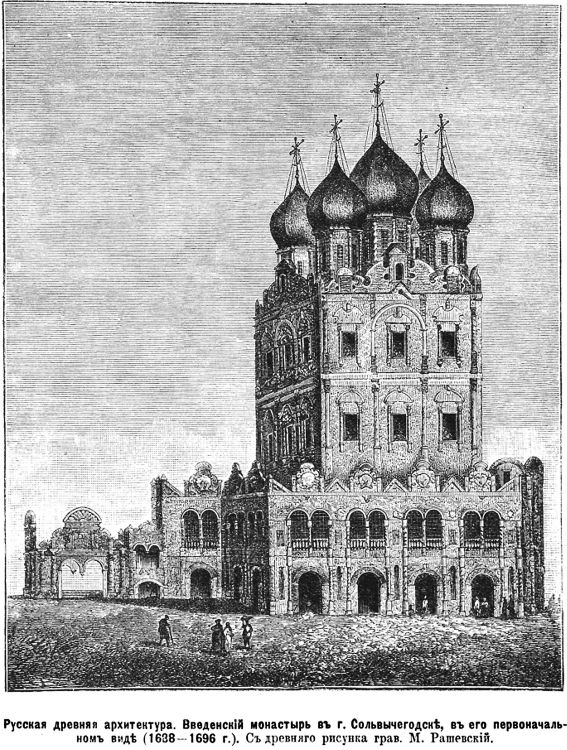
Vue de la cathédrale après son édification. Des goulbichtchés entourent la cathédrale

Il existait autrefois, à côté de la cathédrale, un haut clocher qui n'a pas été conservé. Entre celui-ci et la cathédrale se trouvaient les tombes de fols-en-Christ respectés dans la région : Mikhaïl, Hirodion, Foma et Ivan Samsonovitch. Jadis un mur de pierre entourait le monastère qui n'existe plus aujourd'hui.
Après la Révolution d'Octobre, le monastère a été fermé. Le clocher et la clôture ont été détruits. L'archimandrite du monastère, Théodose (Sobolev) est fusillé avec d'autres moines au monastère proche de Koriajemski.
En 2005 ces fusillés de 1918 ont été canonisés.

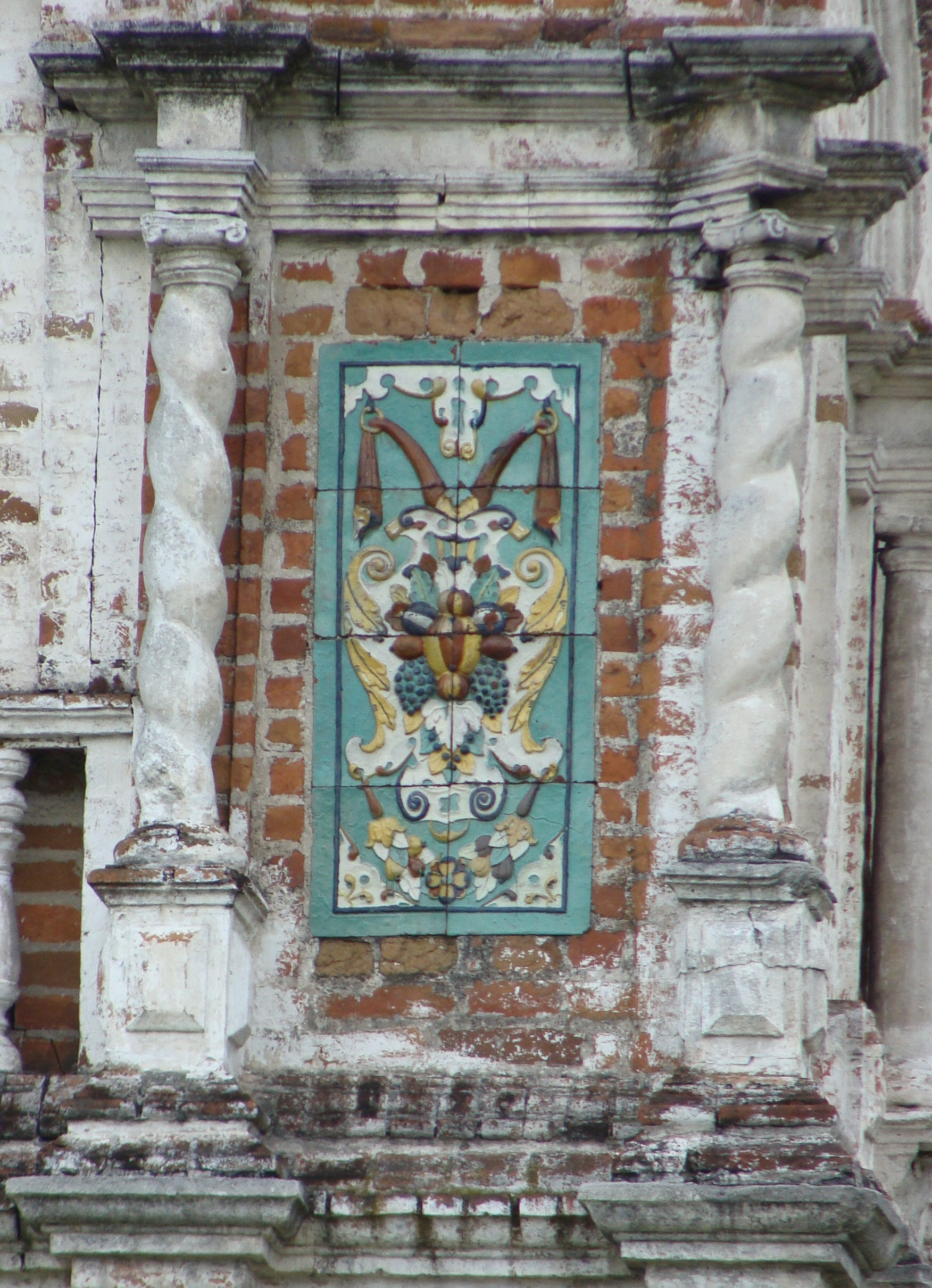
Majolique
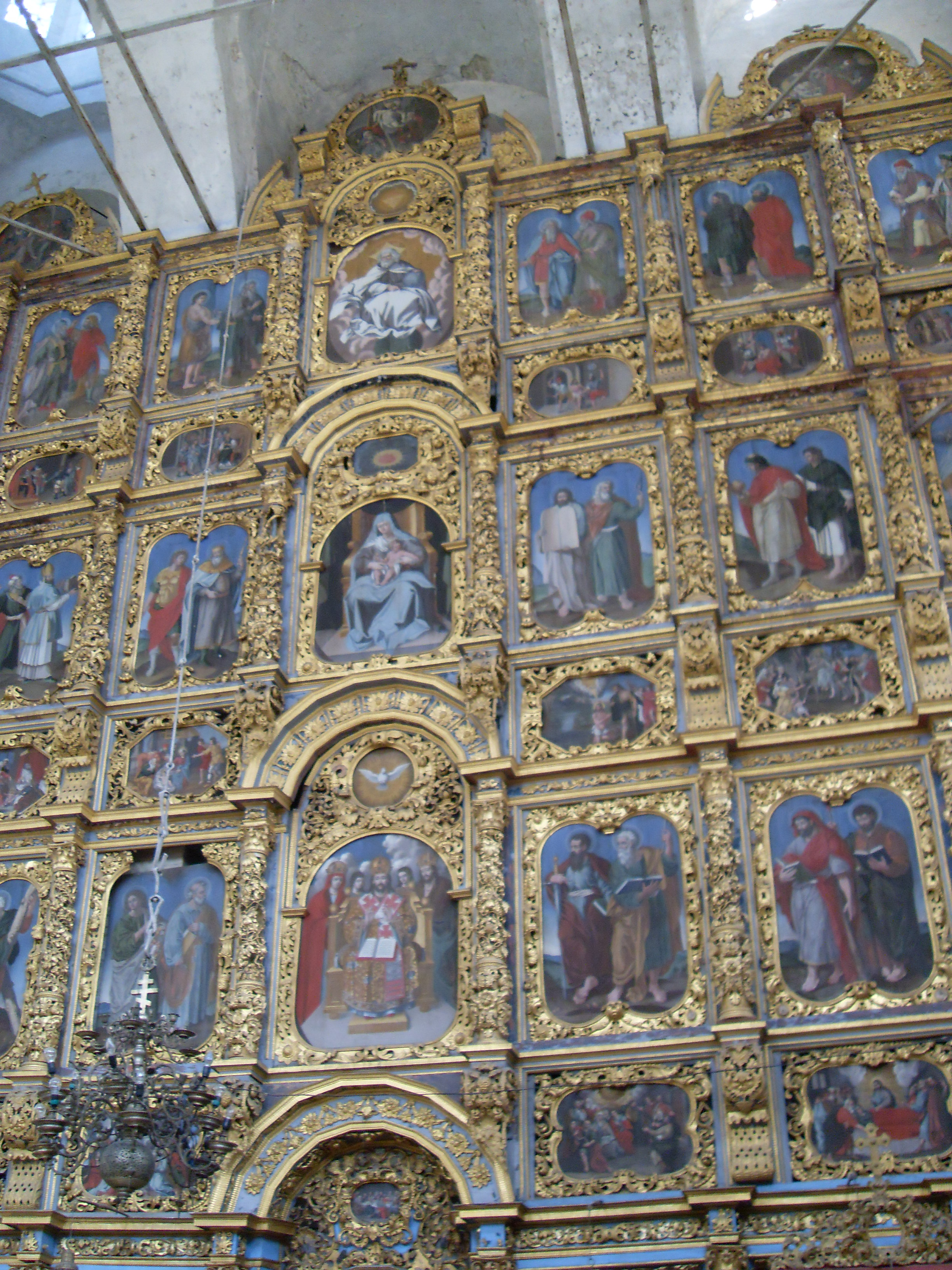